# دونكان برات
دونكان برات (بالإنجليزية: Duncan Pratt)‏ هو لاعب كرة قدم بريطاني في مركز الدفاع، ولد في 21 سبتمبر 1958. لعب مع إن إي سي نيميخن.

## وصلات خارجية
- دونكان برات على موقع عالم كرة القدم.نت (الإنجليزية)